# Tamar Braxton
Tamar Braxton-Herbert, professionellt känd som Tamar Braxton eller mononymt Tamar (uttal: Tay-mahr), född 17 mars 1977 i Severn i Anne Arundel County, Maryland, är en amerikansk sångare, låtskrivare, musikkompositör och programledare. I slutet av 1980-talet grundade hon musikgruppen The Braxtons med sina fyra äldre systrar Trina, Towanda, Traci och Toni Braxton. Gruppen blev aldrig populär och splittrades därför kort efter utgivningen av sitt första studioalbum. Tamar Braxton släppte sitt eget debutalbum Tamar år 2000. Skivan och dess singlar misslyckades att nå några framgångar varpå sångaren fick lämna sitt skivbolag Dreamworks. Under följande år skrev hon på för flera olika skivbolag men inget kontrakt ledde till något nytt album.
2011 fick Braxton uppmärksamhet genom sin medverkan i Braxton Family Values, en realityserie med sina systrar. Seriens framgångar ledde 2012 till en egen spinoff, Tamar & Vince. Hon nådde nationell popularitet med utgivningen av singeln "Love and War" som blev en hit på den amerikanska R&B-listan. Braxton skrev på för Epic Records år 2013 och släppte sitt andra studioalbum Love and War. Skivan debuterade på andraplatsen på amerikanska albumlistan och hade den högsta första veckas försäljningen av en kvinnlig R&B-artist 2013. Samma år släpptes hennes första julalbum, Winter Loversland. Braxton är en koloratursopran som har ett röstomfång på fem oktaver. Hennes röst har jämförts med både systern Toni och Mariah Careys.

## Liv och karriär

### Tidiga år och The Braxtons (1977–1998)
Tamar Estine Braxton föddes den 17 mars 1977 i Severn, Maryland. Hon är det yngsta av fem syskon i familjen. Hennes far, Michael Braxton, är metodist och tidigare anställd på ett elföretag. Modern, Evelyn, härstammar från South Carolina och arbetade som pastor, kosmetolog och operasångerska. Syskonen uppfostrades i ett strikt religiöst hem och förbjöds att se på TV eller lyssna på radio. Tamar Braxtons sångtalang upptäcktes vid tre års ålder när hon satt på toaletten och plötsligt började sjunga: "kan någon ge mig toalettpapper!" De andra systrarna började harmonisera och gjorde ett helt uppträdande framför Evelyn. Föräldrarna såg till att barnen övade sina sångröster och de började snart att uppträda i kyrkan. Tamar och hennes fyra systrar Trina, Towanda, Traci och Toni gick samman och skapade gruppen "The Braxtons".
1990 fick systrarna ett skivkontrakt av Arista Records och släppte debutsingeln "The Good Life". Låten blev aldrig populär varpå systrarna tvingades lämna skivbolaget. Äldsta systern Toni uppmärksammades dock av kompositörerna Babyface och L.A. Reid som letade efter talanger till sitt nygrundade skivbolag LaFace Records. Men eftersom bolaget redan erbjudit ett kontrakt till gruppen TLC ville de inte signera Tonis andra syskon. En tid senare, när Reid anställdes hos Atlantic Records, övertygade han skivbolaget att låta gruppen följa med honom. Med Tamar som huvudsångare släpptes gruppens debutalbum So Many Ways i juni 1996. Majoriteten av albumet skapades av Jermaine Dupri, Daryl Simmons, Tricky Stewart och Sean "Sep" Hall. Gruppens debut hade måttliga framgångar och inga av de utgivna singlarna nådde särskilt högt på topplistorna. Under slutet av 1990-talet valde The Braxtons att göra ett uppehåll för att satsa på varsina soloprojekt.

### Debutalbum och professionella motgångar (1999–2010)
"Det var väldigt svårt för mig. För det första kändes det som att arbetet jag släppte år 2000 var en Tamar-karaoke skiva. Jag fick inte vara mig själv, varken personligt eller artistiskt sett. Inga av låtarna var speciella för mig och jag hade inte upplevt särskilt mycket vid tillfället. Jag tror att alla ville ha en 'mini Toni Braxton'. Så det var väldigt svårt att ta sig därifrån, och särskilt tiden efter när jag hade fyra kontrakt och fick sparken från vartenda ett av skivbolagen."
1999 spelade Braxton in ett demospår med musikproducenten Tricky Stewart. Låten hördes av Jehryl Busby, chefen för R&B och hiphop-musik vid DreamWorks Records. Hon erbjöds ett skivkontrakt och började sedan arbeta på ett soloalbum tillsammans med musikkompositörer som Jermaine Dupri, Stewart och Missy Elliot. Den självbetitlade debuten Tamar gavs ut den 21 mars 2000. Skivan mottog positiv kritik av musikrecensenter. Roxanne Blanford vid AllMusic skrev: "Solodebuten från Toni Braxtons yngre syster Tamar är både imponerande och underhållande. Den utgörs av en blandning av soulfyllda ballader och rytmiska upptempospår som ackompanjeras av mjuka harmonier och kaxiga refränger. Tamar samarbetar med topp-producenter som Jermaine Dupri och Tricky Stewart och skapar ett lent, radiovänligt sound som kan jämföras med Mariah Carey eller Christina Aguilera. Tamar blev dessvärre aldrig någon framgång. Första veckan efter utgivning debuterade skivan på plats 127 på USA:s albumlista Billboard 200. Skivans huvudsingel, upptempo-spåret "Get None", innehöll rappverser av Dupri och Amil. Låten blev en medioker framgång som bara nådde plats 59 på R&B-listan Hot R&B/Hip-Hop Songs. Uppföljaren, balladen "If You Don't Wanna Love", blev den sista singeln utgiven från albumet.
År 2001 samarbetade Braxton med artister som Jill Scott, Carl Thomas och Deborah Cox på soundtrackalbumet till filmen Tjocka släkten (2001). Resultatet blev balladen "Try Me" som framfördes av Braxton och One Nation Crew. 2002 sjöng hon bakgrundssång och skrev material till sin syster Toni Braxtons fjärde studioalbum More Than a Woman. Hon lämnade Dreamworks och skrev istället på för Tommy Mottolas Casablanca Records år 2004. Under samma år påbörjade hon arbete på sitt andra studioalbum och gav ut den hiphop-influerade singeln "I'm Leaving". Dessvärre uteblev utgivningen av albumet och hon lämnade Casablanca en tid senare. Under samma tidsperiod arbetade hon även på Toni Braxtons femte studioalbum Libra och sjöng bakgrundssång på systerns Las Vegas-show Toni Braxton Revealed.

### Genombrott medBraxton Family ValuesochLove and War(2011–idag)

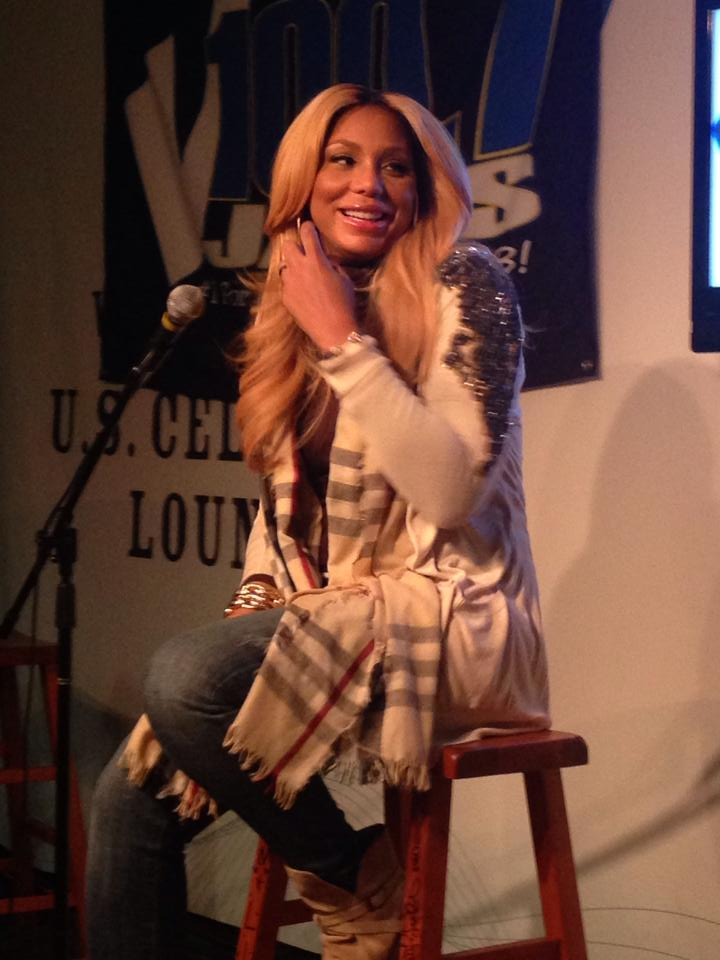
Braxton under Meet & Greet V-100 i december 2013.

I januari 2011 meddelades att Tamar, tillsammans med sina systrar Toni, Traci, Towanda och Trina, skulle medverka i realityserien Braxton Family Values på den amerikanska TV-kanalen WEtv. Det första avsnittet hade premiär i april 2011. Serien blev en framgång och den mest-sedda i WEtv:s historia. Den 10 maj 2011, efter endast fyra avsnitt, förnyades Braxton Family Values med en andra säsong. Media ansåg att serien blev Tamar Braxtons genombrott som fick mycket uppmärksamhet på grund av sitt arroganta och diva-liknande beteende. År 2012 fick Tamar sin egen spinoff: Tamar & Vince som hade premiär på samma kanal i september. Första säsongen hade sammanlagt 5,6 miljoner tittare. Under samma år gjorde Braxton sin skådespelardebut tillsammans med systern Trina i den amerikanska TV-serien The Soul Man. Under sommaren 2013 testvisades några avsnitt av en första säsong av The Real, en amerikansk talkshow som Braxton var en av programledarna för tillsammans med Adrienne Bailon, Jeannie Mai, Loni Love och Tamera Mowry-Housley. FOX godkände en första säsong av serien som började sändas över hela landet under hösten 2014.
I mars 2013 skrev Braxton på för skivbolaget Epic Records och släppte sitt andra studioalbum Love and War den 3 september 2013. En mängd låtskrivare och musikproducenter bidrog med material, däribland Bryan-Michael Cox, Diplo, Kenneth "Babyface" Edmonds, The Underdogs och Tricky Stewart. Albumet gick in på andra respektive förstaplatsen på Billboard 200 och Top R&B/Hip-Hop Albums. Första veckan efter utgivning hade albumet sålts i 114.000 exemplar vilket blev den högsta första veckas försäljningen av en kvinnlig R&B-sångare sedan november 2012. Albumets huvudsingel och titelspår blev en hit på amerikanska R&B-listan och märkte hennes musikaliska genombrott. Musikkritiker var övervägande positiva till Love and War. Vibe Magazine beskrev den som "känslosam och fantastisk" medan Artist Direct ansåg att den var "allt vad ett R&B-album ska vara, och lite till". Braxtons första julalbum, Winter Loversland, gavs ut den 11 november 2013 och nådde plats 43 på amerikanska albumlistan.
I juni 2014 meddelade Braxton till Billboard att hon påbörjat arbetet på sitt tredje studioalbum. "Let Me Know" med Future som gästartist gavs ut som albumets första singel den 6 oktober 2014.

## Artisteri

### Röst och musik
| Musikkritiker har jämfört Tamar Braxtons sångröst med både Mariah Carey (t.v) och Toni Braxtons. |  | Musikkritiker har jämfört Tamar Braxtons sångröst med både Mariah Carey (t.v) och Toni Braxtons. |
| Musikkritiker har jämfört Tamar Braxtons sångröst med både Mariah Carey (t.v) och Toni Braxtons. |  |                                                                                                  |

Tamar Braxton är en koloratursopran och hon har ett röstomfång på fem oktaver. Hon har uppmärksammats för att kunna sjunga komplicerade verser och sin förmåga att förmedla känslor med ad-libs. I låtar som "If You Don't Wanna Love Me" (2000) och "Money Can't Buy You Love" (2000) använder hon visselteknik för att ta höga toner. Hennes röst har både jämförts med Mariah Carey och systern Toni Braxton.
På debuten Tamar bestod Braxtons musik i huvudsak av genrerna pop och R&B. Flera av låtarna, som "Tonight" och "Get Mine", var dock influerade av latinamerikansk musik. I sin recension av albumet skrev AllMusic att skivan var en: "lågmäld uppvisning av Tamars kompetens inom dagens rhythm & blues" som hade några: "stänk av hiphop." När uppföljaren, Love and War (2013) släpptes, tretton år senare, ansåg Andy Kellman vid AllMusic att låtar som "Stay and Fight", "All the Way Home" och "Sound of Love" gav prov på mognad och Braxtons sångtalang.

### Image
Vid utgivningen av Tamar Braxtons debut noterade Billboard att hon med "höga stilettklackar" och "fördelaktiga utseende" höll sig i samma nisch som R&B-gruppen Destinys Child och att hon också kunde jämföras med andra etablerade artister i samma ålder som Brandy, Aaliyah och Monica. I samband med genombrottet i reality-serien Braxton Family Values 2011 uppmärksammades Braxton för sin stora personlighet. Hennes många fraser och vitsrepliker, som att avsluta meningar med ".com" eller ".org" och att referera till sig själv i tredje person, gjorde henne ökänd.

## Privatliv
År 2008 gifte sig Tamar med Tonis manager Vincent Herbert, som hon hade varit tillsammans med sedan åtta år. I mars 2013 meddelade Braxton i Good Morning America att hon väntade sitt första barn. Hon födde en pojke, Logan Vincent Herbert, den 6 juni samma år.

## Diskografi
- Tamar (2000)
- Love and War (2013)
- Winter Loversland (2013)
- Calling All Lovers (2015)
- Bluebird Of Happiness (2017)

## Filmografi

### TV-Serier
| Titel                 | År        | Roll          | Skapare                                        | Avsnitt                | Ref           |
| --------------------- | --------- | ------------- | ---------------------------------------------- | ---------------------- | ------------- |
| Braxton Family Values | 2011-idag | Som sig själv | Cris Abrego, Mark Cronin                       |                        | [ 63 ]        |
| The Soul Man          | 2012      | Catherine     | Cedric the Entertainer, Suzanne Martin         | "The Ballentine Hands" | [ 30 ] [ 64 ] |
| Tamar & Vince         | 2012-idag | Som sig själv | Annabelle McDonald, Dan Cutforth, Jane Lipsitz |                        | [ 27 ] [ 28 ] |
| The Real              | 2013-idag | Som sig själv | SallyAnn Salsano                               |                        | [ 31 ]        |